# قلب صناعي

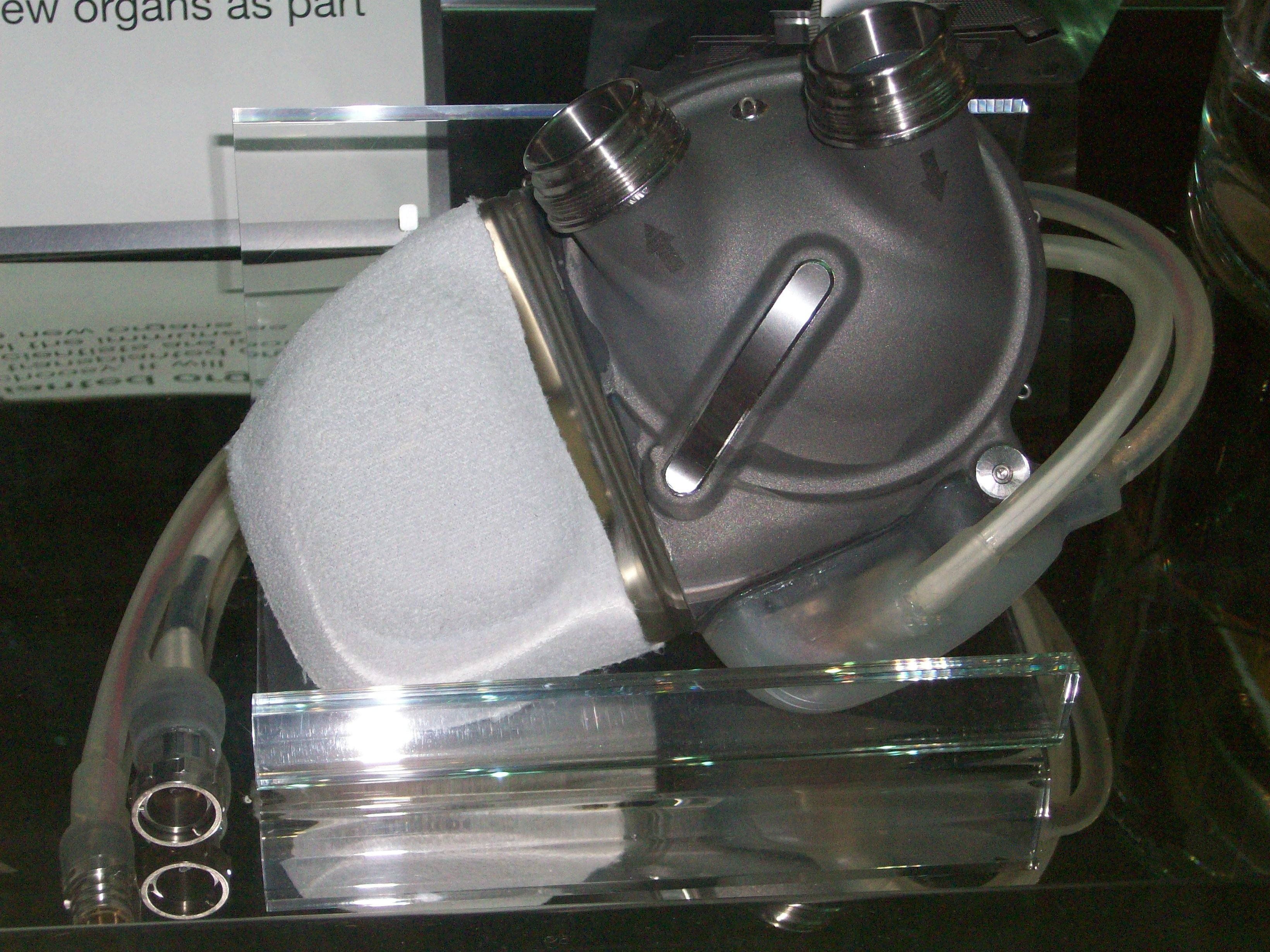
قلب صناعي في متحف العلوم في لندن

القلب الصناعي هو جهاز يحل مكان القلب. والقلوب الصناعية عادة تستخدم كوسيلة مؤقتة لكسب الوقت أثناء زراعة القلب، أو كوسيلة دائمة لتحل مكان القلب في الحالات التي يستعصي زراعة القلب فيها، بالإضافة لعدة استخدامات أخرى.

## تركيبته
تتكون القلوب الصناعية من مضختين لكل منهما صمام للإدخال وصمام للإخراج، وجهاز قدرة خارجي لتشغيل المضخات، وجهاز لتنظيم معدل الضخ. وتشتمل المواد التي تصنع منها القلوب الصناعية على البلاستيك والتيتانيوم والكربون.

## تاريخ
يعد صنع القلب الصناعي أحد أهداف العلماء وقد طمحوا لصنع قلب صناعي كامل عام 2011.
اخترع القلب الصناعي علماء تحت قيادة فيليم كولف [بحاجة لمصدر]، وهو طبيب هولندي المولد. وكان قد جرب الجهاز في أول الأمر على حيوان عام 1957م. وجربت هذه القلوب الصناعية بشكل واسع على الحيوانات وخاصة على العجول لتحديد المشكلات التي يمكن أن تنجم عنها.
وقد جرب أول قلب صناعي في الإنسان عام 1969م، حيث استخدم فريق من الجراحين برئاسة ونتون كولي الذي كان يعمل في معهد تكساس للقلب بالولايات المتحدة، الجهاز لتدعيم دوران الدم مؤقتًا في أحد المرضى حتى يتوافر قلب طبيعي لزراعته فيه. واستطاع القلب الصناعي أن يبقي المريض حيا لأكثر من 60 ساعة حتى تمت عملية زراعة القلب
.
وفي عام 1982م، استطاع فريق جراحي بقيادة وليم ديفرايز من جامعة يوتا أن يزرع قلبًا صناعياً، كأول قلب بديل دائم للقلب البشري. وكان الجهاز الذي استعمل، وهو جهاز جارفيك -7، قد صممه الطبيب الأمريكي روبرت جارفيك، وكان يعمل بالقدرة الهوائية. وعاش الرجل الذي وضع له هذا القلب 112 يومًا، وكان اسمه بارني كلارك. ومنذ ذلك الحين تسلّم عدد من المرضى جهاز جارفيك-7 بمثابة قلوب مؤقتة أو مستديمة.

## مشكلاته
وقد أصيب بعض المرضى بسكتات نتجت عن جلطات الدم التي تتكون في المضخات، ثم تنفصل بعد ذلك وتسد شرايين الدماغ. هذه المشكلة بالإضافة إلى الحاجة إلى وحدة قدرة خارجية كبيرة وبعض أنابيب الهواء التي تمر داخل الجلد جعلت بعض الأطباء يتساءلون عن جدوى القلب الذي يدار بقدرة هوائية للاستعمال الدائم.
وفي خلال الثمانينيات من القرن العشرين أجرى العلماء تجارب بالقلوب الصناعية الكهربائية. وتدار بعض هذه الأجهزة ببطاريات يمكن أن تلبس، أو بتيار ذي جهد منخفض، دون أن يحتاج إلى فتحة في الجلد.

## أول عملية زراعة قلب صناعي
تمت أول عملية زرع قلب اصطناعي في مستشفى جورج بومبيدو الأوروبي في العاصمة الفرنسية باريس في 18 ديسمبر 2013.

## أنواعه

### القلب الاصطناعي Abiocor
عبارة عن مضخة مزودة ببطينين يتم استبدالهم بالبطينين الطبيعيين للقلب بعد إصابته بالفشل القلبي، تمت زراعته لأول مرة في 21 -6 -2001 في مستشفى لويفيل في كنتاكي

#### وظيفته
يشمل كل أعمال القلب ويتوقع بأن يزيد من مدة الحياة على الأقل ضعفين لمريض القلب، القلب الصناعي (الـ AbioCor) يستخدم كبديل مؤقت للمريض ريثما يحصل على قلب طبيعي من متبرع وهي فترة من الممكن أن تطول لعدة أشهر

#### مبدأ عمله
يعتمد على مضخة تضخ سائل هيدروليكي ضمن الحجرات ليدفع الدم بشكل متناوب

#### أجزاؤه
1- المضخة الهيدروليكية:
تتكون المضخة من حجرة بجدارين غشائيين يحويان سائل هيدروليكي ومضخة متوضعة في المنتصف ويثبت على طرفي الحجرة حجرتي البطينين إن الفكرة الأساسية لعملها تقوم على أساس نقل مائع من نقطة لأخرى ضمن حجرة بجدارين غشائيتين يضغطان على حجرتي القلب الصناعي بشكل ترددي متناوب
2- صمامات العبور: الصمامات تفتح وتغلق لتسمح للدم بالعبور من جانب لآخر داخل القلب الاصطناعي
3- بطارية خارجية: تزويد مضخة القلب الداخلية بالطاقة بشكل مستمر حيث ترسل الطاقة من البطارية الخارجية إلى المضخة عن طريق ملفي الطاقة الخارجي والداخلي.
4- نظام نقل طاقة لاسلكي: هذا النظام مكون من ملفين داخلي وخارجي، ينتقل الفيض المغناطيسي من الملف الخارجي إلى الداخلي فيتحرض فيه تيار ينتقل إلى البطارية الداخلية وإلى وحدة التحكم الداخلية
5- بطارية داخلية: هي بطارية قابلة للشحن تزرع داخل بطن المريض تأخذ طاقتها من الملف الداخلي الخاص بنظام نقل الطاقة اللاسلكي، وتقدم هذه الطاقة إلى نظام التحكم والمضخة الهيدروليكية
6- نظام التحكم الداخلي والخارجي: يراقب ويتحكم بسرعة ضخ القلب، وللتعامل مع المتحكم الخارجي بكل إنذاراته.

#### خطوات الجراحة
1. يقوم الجراح بزراعة ملف تحويل الطاقة في البطين.
2. يفتح عظمة الصدر ويُوصل المريض إلى جهاز القلب والرئة.
3. ينزع الجراح البطينين الأيمن والأيسر من القلب الطبيعي ويترك الأذينين الأيمن والأيسر، الشريان الأبهر والشريانالرئوي. هذا الجزء من العملية يستغرق من ساعتين إلى ثلاث.
4. يتم تخييط الوصلات الأذينية Atrial Cuffs إلى الأذينة اليمنى واليسرى للقلب الطبيعي.
5. يوضع نموذج بلاستيكي في الصدر لتحديد الموضع المناسب والملائم للقلب في المريض.
6. تُقص أنسجة الـ” Graft” لطول مناسب وتُخاط إلى الشريان الرئوي والشريان الأبهري.
7. يُوضع القلب الصناعي في الصدر. يستخدم الجراحون “الموصلات السريعة” وهي كالملاقط الصغيرة، وتستخدم لإيصال القلب إلى الشرايين
8. تُزال كل الأجهزة
9. يُفصل المريض عن جهاز القلب والرئة
10. يتأكد فريق الجراحة أن القلب يعمل بشكل ملائم.
إن زراعة قلب” AbioCor” هي من أكثر العمليات حساسية. فالجراح لا يقوم فقط بشق صدر المريض وإخراج بطيني القلب الطبيعي بل أيضا يزرع جسم غريب في صدر المريض. يجب أن يتم وصل وفصل المريض إلى جهاز القلب والرئة. تتطلب الجراحة مئات القطب لتأمين توصيل القلب الصناعي بشكل مناسب إلى البطينين. باسخام أنسجة اصطناعية تدعى “Grafts” يُوصل ما تبقى من القلب الطبيعي للمريض إلى القلب الصناعي.
العملية الجراحية في 2 تموز والتي كانت الأولى من نوعها في العالم تضمّنت اثنان من أفضل الجرّاحين، 14 ممرضة، اختصاصي تروية قلبية، وهو المسؤول عن جهازالقلب والرئة، أطباء التخدير وطاقم مساعدين.
فيما يلي خطوات الإجراء الطبي وفقاً للجراح روبرت دولينغ من جامعة لويزفيل:
1. يقوم الجراح بزراعة ملف تحويل الطاقة في البطين.
2. يفتح عظمة الصدر ويُوصل المريض إلى جهاز القلب والرئة.
3. ينزع الجراح البطينين الأيمن والأيسر من القلب الطبيعي ويترك الأذينين الأيمن والأيسر، الشريان الأبهر والشريان الرئوي. هذا الجزء من العملية يستغرق من ساعتين إلى ثلاث.
4. يتم تخييط الوصلات الأذينية Atrial Cuffs إلى الأذينة اليمنى واليسرى للقلب الطبيعي.
5. يوضع نموذج بلاستيكي في الصدر لتحديد الموضع المناسب والملائم للقلب في المريض.
6. تُقص أنسجة الـ” Graft” لطول مناسب وتُخاط إلى الشريان الرئوي والشريان الأبهري.
7. يُوضع القلب الصناعي في الصدر. يستخدم الجراحون “الموصلات السريعة” وهي كالملاقط الصغيرة، وتستخدم لإيصال القلب إلى الشرايين
8. تُزال كل الأجهزة
9. يُفصل المريض عن جهاز القلب والرئة
10. يتأكد فريق الجراحة أن القلب يعمل بشكل ملائم

### القلب الاصطناعي Jarvik-7)CardioWest)
تم زرع هذا القلب عام 1982 كاول نموذج قبل التطوير بعد التطوير تم استخدامه بشكل واسع في بريطانيا حيث يتميز القلب الجديد بحجم أكبر وبوزن يعادل 6 أضعاف الوزن الطبيعي للقلب ومتصل بشكل مستمر مع مضخة هواء خارجية لتضخ الهواء لداخل الحجرات الخاصة ضمن القلب

#### أجزاء القلب
1- المضخات:
وصلت المضخات بمكان اتصال القلب مع الأذينات بواسطة طوق اصطناعي. وتحتوي كل مضخة على حجرتين واحدة للهواء والأخرى للدم يفصل بينهما غشاء أملس مرن مصنوع من البولي ريثان.
2- الصمامات:
تحتوي أنابيب التدفق الداخلة والخارجة على صمامات ذات القرص المائل.
3- المضخة الرئيسية:
يتم تعبئة المضخات بمساعدة الضغط السالب حيث تتصل أنابيب الهواء من خلال الصدر إلى حجرة خارجية، ومن خلال دخول وخروج الهواء إلى حجرة الهواء في المضخات يتم دفع الدم من حجرة الدم في المضخات.
4- أنظمة المراقبة:
تتم مراقبة معدل الضخ وضغط التشغيل وفترة الانقباض من خلال حجرة خارجية. لقلب جارفيك-7 حجم نبضة مساو إلى 70 ميلي لتر وحجم خرج قلبي من 6 إلى 8 لتر/دقيقة (القيمة العظمى 15 لتر/ دقيقة).

#### كاربنتير / كارمات
في 27 أكتوبر 2008، أستاذ فرنسي ورائد جراحة زرع قلب المتخصصة آلان إف كاربنتير أعلن أن زرع قلب اصطناعي بالكامل ستكون جاهزة لتجربة سريرية بحلول عام 2011 وزرع بديل في عام 2013. تم تطويره وسيتم تصنيعها من قبل، الشركة الطبية الحيوية CARMAT SA،  وشركة رأس المال الاستثمارية تروفيل كابيتل. النموذج يستخدم أجهزة الاستشعار الالكترونية مدمجة ومصنوعة من الأنسجة الحيوانية المعالجة كيميائيا، وسماها «الحيوية»، أو «شبه الجلد» من البناء الحيوي أو التخليق الحيوى، من المواد الصغيرة التي يسهل اختراقها.
وفقا للنشرة الصحفية التي أطلقتها كارمات بتاريخ 20 ديسمبر 2013، فقد تم إجراء أول زرع لقلب اصطناعي للمريض البالغ من العمر 75 في 18 ديسمبر 2013 من قبل فريق مستشفى جورج بومبيدو الأوروبي في باريس (فرنسا). توفي المريض بعد 75 يوما من إجراء العملية.
في تصميم كارمات، يتم تقسيم كل دائرتين من غشاء اللتان تحملان السوائل الهيدروليكية على جانب واحد.توجد مضخة آلية تحرك السوائل هيدروليكيا وتدفع السوائل يسبب الغشاء وتؤدى التحرك؛ يتدفق الدم من خلال الجانب الآخر من كل غشاء. يرصد الجانب من الغشاء التي تواجه الدم من الأنسجة التي تم الحصول عليها من الكيس الذي يحيط بالقلب، لجعل الجهاز أكثر حيوية يستخدم جهاز كارمات أيضا صمامات مصنوعة من أنسجة قلوب البقر ولها أجهزة استشعار للكشف عن زيادة الضغط داخل الجهاز. يتم إرسال هذه المعلومات إلى نظام الرقابة الداخلية الذي يمكنه ضبط معدل التدفق في استجابة للطلب المتزايد، مثل عندما يكون المريض يمارس التمرينات. هذا يميزها عن التصاميم السابقة التي تحافظ على معدل تدفق ثابت.
والمقصود من الجهاز كامرات عكس التصاميم السابقة تستخدم في حالات قصور القلب، بدلا من أن تستخدم كجهاز جسر في حين أن المريض ينتظر عملية زرع. الجهاز يزن 900 غرام أي ما يقرب من ثلاثة أضعاف وزن القلب النموذجي ويستهدف في المقام الأول الرجال البدناء. كما يتطلب من المريض أن يحمل بطارية إضافية ليثيوم أيون. عمرها الإفتراضى للقلب الاصطناعي هو حوالي 5 سنوات (230 مليون نبضة).